# Roadrunner (píseň)
„Roadrunner“ je píseň amerického hudebníka Jonathana Richmana.
Píseň je do značné míry inspirována písní „Sister Ray“ od skupiny The Velvet Underground. Nahrána byla v roce 1972 skupinou The Modern Lovers a na této původní nahrávce se kromě Richmana podíleli také hráč na klávesové nástroje Jerry Harrison, baskytarista Ernie Brooks a bubeník David Robinson. Producentem této původní nahrávky byl velšský hudebník a skladatel John Cale. Píseň vyšla až v roce 1976 na albu The Modern Lovers. V roce 1977 vyšla jako singl, na jehož B-straně byla píseň „Pablo Picasso“. Během roku 1972 kapela nahrála několik dalších verzí písně s producentem Kimem Fowleyem, které v roce 1981 vyšly na albu The Original Modern Lovers.
Anglická kapela Sex Pistols nahrála svou verzi písně na album The Great Rock'n'Roll Swindle. Kapela The Greg Kihn Band nahrála vlastní verzi na album With the Naked Eye. Zpěvačka Joan Jett nahrála dvě verze písně: první vyšla na albu Good Music (1986) a druhá The Hit List (1990). Časopis Rolling Stone zařadil píseň na 274. příčku svého žebříčku 500 nejlepších písní všech dob. Politik Marty Walsh představil v roce 2013 návrh zákona, podle něhož by se píseň „Roadrunner“ stala oficiální rockovou písní státu Massachusetts. Sám Richman však prohlásil, že si nemyslí, že je píseň dostatečně dobrá, aby se jí mohla stát. Návrh neprošel, ale znovu byl představen v roce 2015.